# Abarema ganymedea
Abarema ganymedea es una especie de planta de la familia Fabaceae endémica del norte de Antioquía, Colombia y de Esmeraldas, Ecuador.

## Taxonomía
Abarema ganymedea fue descrita por Barneby & J.W.Grimes y publicado en Memoirs of The New York Botanical Garden 74(1): 59–61, map 12. 1996.